# Philipp Brückner
Philipp Brückner (* 26. Februar 1840 in Burgkunstadt; † 23. Mai 1909 ebenda) war ein deutscher Landwirt und Bürgermeister in Burgkunstadt sowie Mitglied des Deutschen Reichstags.

## Leben

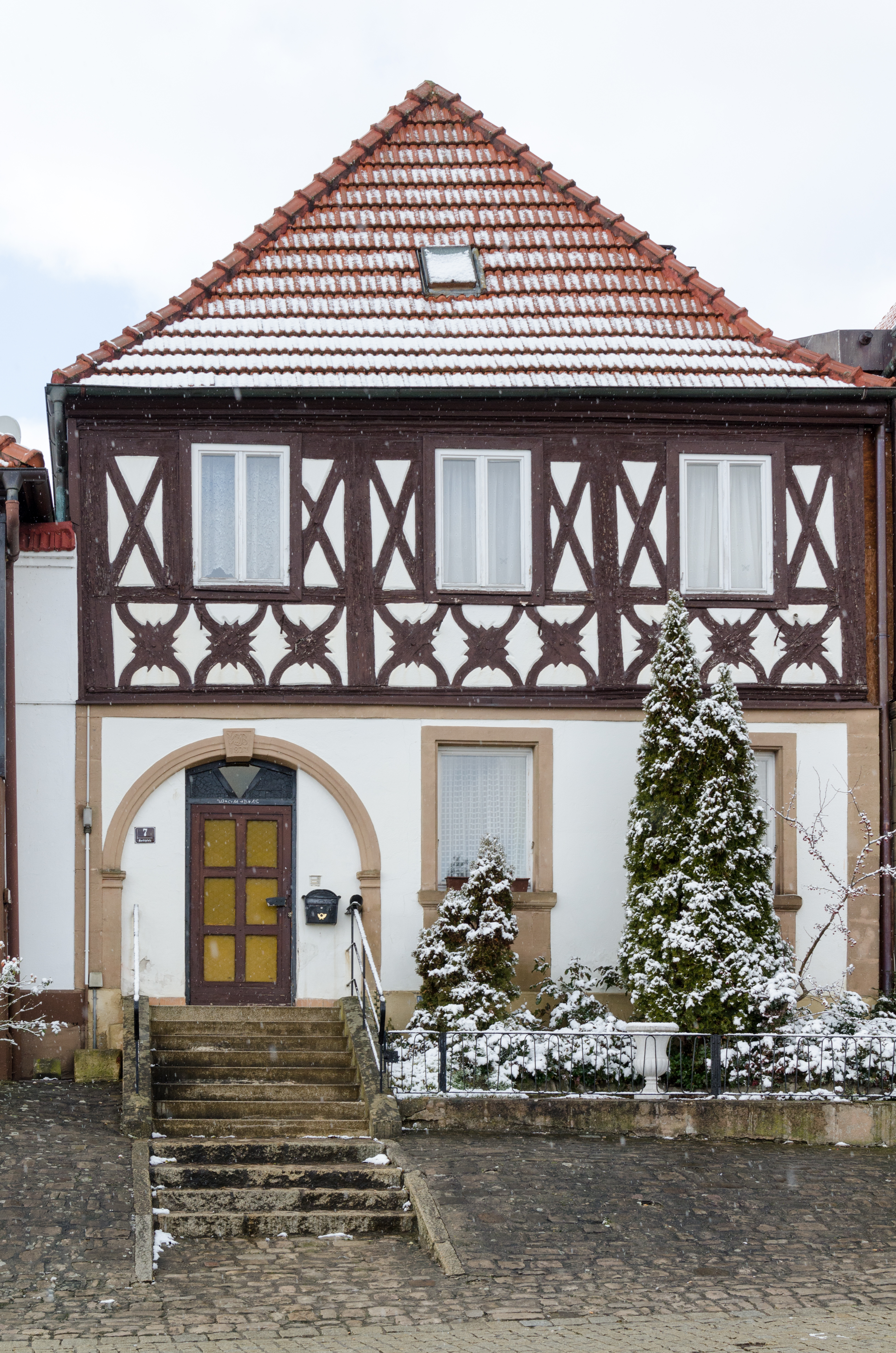
Geburtshaus von Philipp Brückner (Aufnahme vom Januar 2015)

Philipp Brückner wurde am 26. Februar 1840 als Sohn von Jakob Brückner (* 1797) in Haus Nr. 19 (heute: Marktplatz Nr. 7) geboren und katholisch getauft. Brückner besuchte für sechs Jahre die Elementarschule in Burgkunstadt, in der alten Vogtei. Er ergriff den Beruf des Landwirts und war von 1881 bis 1902 Bürgermeister der Stadt Burgkunstadt.
Von Juni 1898 bis Juni 1903 war er Mitglied des Deutschen Reichstags für den Wahlkreis Oberfranken 4 (Bezirksämter Kronach, Staffelstein, Lichtenfels, Stadtsteinach und Teuschnitz) als Abgeordneter der Deutschen Zentrumspartei. Da er bei der Reichstagswahl am 16. Juni 1898 im ersten Wahlgang nur 47 % der Stimmen auf sich vereinen konnte und die absolute Mehrheit somit verfehlt hatte, musste er sich einer Stichwahl gegen den SPD-Kandidaten, den gebürtigen Nürnberger Redakteur Johann Scherm (* 1851; † 1940) aus Lichtenfels stellen, die er gewann.
In Burgkunstadter Ortsteil Weidnitz wurde ihm zu Ehren in der zweiten Hälfte des 20. Jahrhunderts eine Straße in Philipp-Brückner-Straße benannt.